# SN 2005la
SN 2005la – supernowa typu IIb odkryta 30 listopada 2005 roku w galaktyce M+05-30-111. W momencie odkrycia miała maksymalną jasność 17,60m.